# Estación Incahuasi
Incahuasi fue una estación de ferrocarril que se hallaba en la localidad homónima dentro de la comuna de Vallenar, en la Región de Atacama de Chile. Fue parte del Longitudinal Norte y actualmente se encuentra inactiva.

## Historia
La estación fue construida para el tramo del ferrocarril Longitudinal Norte construido entre La Serena y Toledo (en las cercanías de Copiapó), y que fue inaugurado en 1914; el 23 de noviembre de 1913, mediante un acto al que asistieron altas autoridades del país, en dicha estación se colocó el último clavo que conectaba las vías férreas que estaban en construcción, con lo cual quedó completado el trazado del ferrocarril.
De acuerdo a Santiago Marín Vicuña en 1916, la estación en aquel entonces se denominaba «Yerba Buena» y se encuentra a una altitud de 466 m. s. n. m.; en años posteriores el nombre de la localidad y la estación de ferrocarriles cambiaría a la denominación actual de «Incahuasi».
Luego de la destrucción provocada por el terremoto de Vallenar de 1922, en 1923 fue reconstruida la casa habitación y oficina del jefe de la estación.
Con el cierre de todos los servicios de la Red Norte de la Empresa de los Ferrocarriles del Estado en junio de 1975, la estación Incahuasi fue suprimida mediante decreto del 6 de noviembre de 1978. Actualmente la estación se mantiene en pie y se encuentra habitada, al igual que se mantiene la copa de agua y algunos cimientos de otras estructuras.